# 貴島操子
貴島 操子（きじま みさおこ、1927年 - 2011年）は日本の女性ジャーナリスト、フリーライター。

## 生涯
1952年東京大学文学部卒業。読売新聞社記者を経て、フリーライターとなる。日本婦人問題懇話会の発足当時からの会員として初期の出版物である田中寿美子編『ビジネスマダム‐共かせぎ百科』（読売新聞社出版局、1963年）の実現に貢献した。

## 著作
- 書評「ジョン・ヘンリー・カトラー著『現在のアメリカ女性』（What about Women）」『婦人問題懇話会会報』1号、1965、ｐ61
- 『ジャスコ急成長の秘密　連邦経営がもたらしたもの』評言社　1977
- ほか、国立国会図書館オンライン内「貴島操子」検索結果

## 翻訳
- デレク・ギル著 『死ぬ瞬間の誕生－キューブラーロスの50年』読売新聞社、1985

## 共著
- 『近代日本の女性像－明日を生きるために』　田中寿美子編　現代教養文庫　社会思想社　1968
- 『あなたの就職ガイド』貴島操子、樋口恵子、吉武輝子共著　実業教育出版、1969
- 『こうすれば女子社員を戦力化できる ―管理者と男子社員のために』貴島操子,樋口恵子,吉武輝子共著　実務教育出版,　1970
- 「主婦と家庭と職業と　主婦論争の流れ」（現代のエスプリ　No.56　婦人論）　松原治郎, 神田道子編集・解説 至文堂　1972.3
- 「サービス業の婦人」（『現代婦人問題講2、婦人労働』）　大羽綾子, 氏原正治郎編 亜紀書房　1969